# Historische Caféhalle

Gusseiserne Ornamente der Historischen Caféhalle

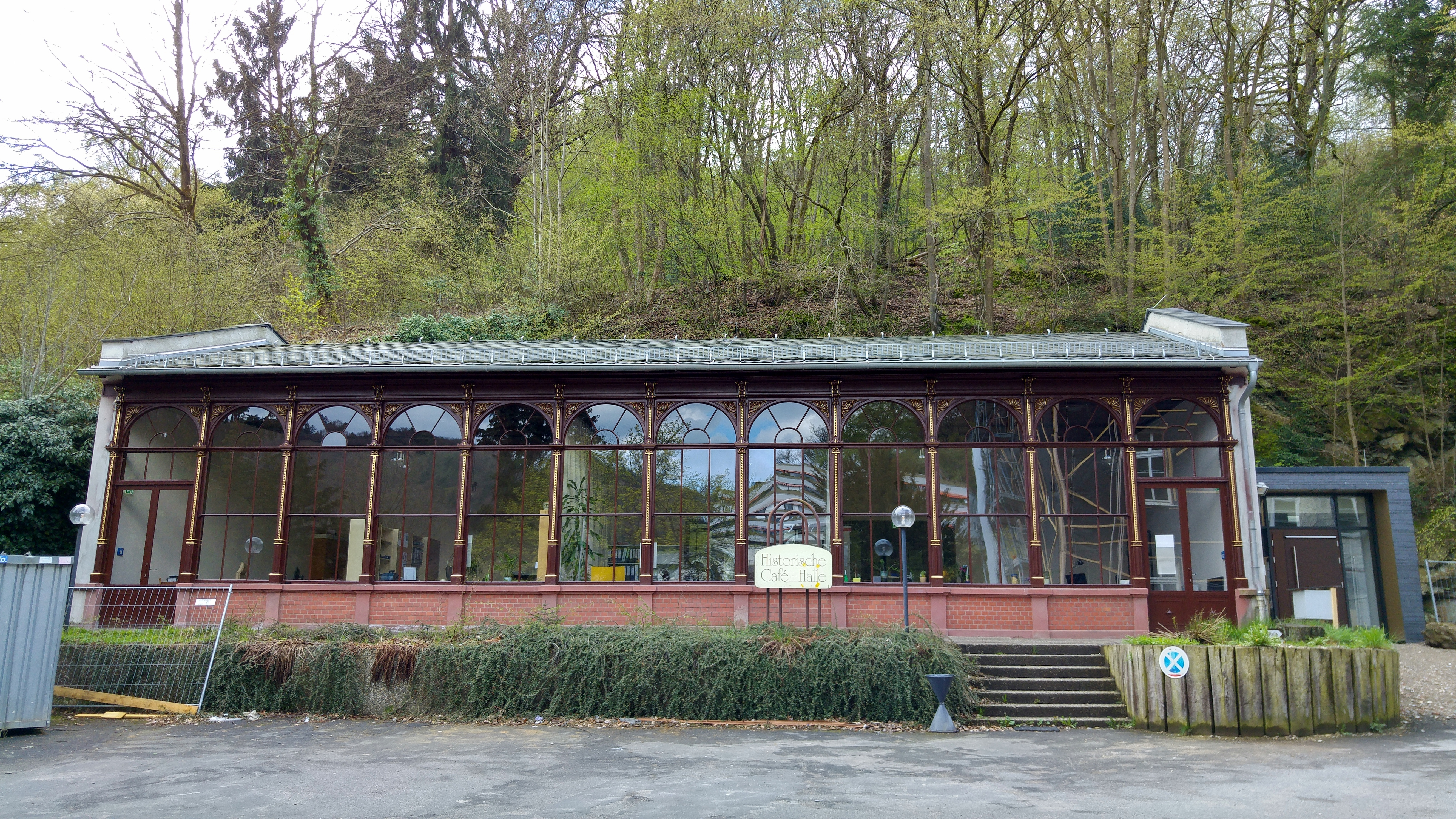
Historische Caféhalle in Schlangenbad (bei Wiesbaden)

Die Historische Caféhalle ist ein ehemaliges Hotelcafé in der hessischen Gemeinde Schlangenbad. Sie wurde im späten 19. Jahrhundert in Ergänzung zum Hotel Kaiserhof, dem heutigen Rathaus, im Stil des Historismus errichtet. Die Halle ist eines der letzten erhaltenen Beispiele von aus Gusseisen errichteten Wandelhallen, einer charakteristischen Architektur deutscher Kurbäder jener Epoche.
Die Caféhalle wurde an der Ostseite des Hotels etwas zurückgesetzt von der Rheingauer Straße erbaut. Zwischen zwei gemauerten Giebelwänden erhebt sich auf einem Sockel aus Backsteinen eine langgestreckte, feingliedrige Konstruktion aus Gusseisen. Zwölf hohe Rundbogenfenster gliedern die zur Straße gewandte Fassade. Die tragenden Stützen sind mit Ornamenten geschmückt.
Der ursprünglich dem Café vorgelagerte Garten wurde aufgegeben und auf seiner Fläche ein Parkplatz angelegt. Das Gebäude wird heute als kommunaler Ausstellungs- und Versammlungsraum genutzt. 
Koordinaten: 50° 5′ 33,7″ N, 8° 6′ 7,5″ O